# Топачевский, Андрей Александрович
Андрей Александрович Топачевский (22 февраля 1939, Киев) — современный украинский писатель, публицист, кинодраматург. Заслуженный деятель искусств Украины (2020).

## Биография
Родился 22 февраля 1939 года в семье учёных (родители: Александр Викторович Топачевский и Мария Флориановна Макаревич). Окончил факультет журналистики Киевского государственного университета им. Т. Г. Шевченка (1961). Работал на Сахалине корреспондентом газеты «Утро Родины»
(1961-63); на Закарпатье корреспондентом газеты «Колхозная жизнь» (1963-64). С 1964 — в Киеве: заведующий отделом газеты «Комсомольское знамя» (1964-71); редактор Украинской студии хроникально-документальных фильмов и Киевской киностудии научно-популярных фильмов (1971-73); член сценарной коллегии Государственного комитета кинематографии (Госкино)
УССР (1973-88); начальник отдела формирования фильмофонда Министерства культуры и искусств Украины (1993-98), где заботился о сохранении наследия украинского кино.
Член творческих союзов: Национального союза писателей Украины (НСПУ), Национального союза кинематографистов Украины (НСКинУ), Национального союза журналистов Украины (НСЖУ).
Круг творческих интересов Андрея Топачевского — окружающая среда, библеистика, народоведение, история научной мысли.

## Литературная деятельность
Один из основателей на Украине природоохранного движения в литературе и кино, последовательно исследует отношения человека и природы как единый социально-природный процесс. В 1971-92 за сценариями Андрея Топачевского созданы документальные и научно-просветительские фильмы.
Автор сценариев, научно-художественных книг, рассказов, экологических и культурологических очерков (1980-97) в журналах «Киев», «Днепр», «Отечество», «Барвинок». Автор публицистических статей в газетах «Зеркало недели» и «День» (1999—2013). Произведения переводились на русский, белорусский, польский, английский, болгарский языки.

## Сценарист
Фильмы, снятые по сценарию Андрея Топачевского:
- Корни травы[3] (1981). Режиссёр Анатолий Борсюк. Киевская киностудия научно-популярных фильмов (Киевнаучфильм).
- Иду к тебе, птица[3] (1982). Киевнаучфильм
- К чистому роднику[3]
- Живущие рядом[3]
- Улыбнись волку[3]
- Вернётся чёрный аист[4]
- Мастерская флоры[4]
- Александр Копыленко[4]

## Награды и премии
- 1978 — Диплом международного кинофестиваля ЭКО-78, Брно, Чехия, за фильм «Те, что живут рядом»
- 1978 — Диплом VI республиканского кинофестиваля детских и юношеских фильмов, Кировоград за фильм «Улыбнись волку»
- 1981 — Специальный приз жюри на Всесоюзном кинофестивале экологических фильмов, Воронеж
- 1987 — 1-я премия Украинського общества охраны природы и
- 1988 — премия Международного союза охраны природы (МСОП) за книгу «Симфония жизни»
- 1988 — Литературная премия «Благовист» за произведение «Из Божьего Сада» (часть 1. «Тайны библейских растений»)
- 2001 — премия им. И. Огиенка за произведение «Из Божьего Сада»
- 2015 — Ежегодная премия Президента Украины «Украинская книга года»[5]